# Netwide Assembler
Netwide Assembler (kurz NASM) ist ein unter der 2-Klausel-BSD Lizenz vertriebener und damit frei verfügbarer Assembler für x86- und x64-Architekturen. Er unterstützt die MMX-, SSE-, SSE2-, SSE3-, SSSE3-, SSE4-, SSE5, AVX- und 3DNow-Erweiterungen von moderneren AMD- und Intel-Prozessoren.
Da NASM für mehrere Plattformen verfügbar ist, steht eine große Anzahl an Ausgabeformaten zur Auswahl, wie etwa purer Maschinencode (flat binary), Executable and Linking Format (ELF) und a.out (Linux-Objektdateien), sowie die Windows-Formate COFF und OMF.
Die Assemblersyntax von NASM ist an die Syntax von Intels ASM86 angelehnt. Zusätzlich zum eigentlichen Assemblerprogramm bringt NASM noch einen Makro-Präprozessor und einen Disassembler (ndisasm) mit.